# سيميون بواسون
سيميون دينيس بواسون (
نطق فرنسي: [simeɔ̃ dəni pwasɔ̃]
) (بالفرنسية: Siméon Denis Poisson)‏ هو عالم رياضيات وفيزيائي فرنسي. ولد في الواحد والعشرين من يونيو عام 1781 وتوفي في الخامس والعشرين من أبريل عام 1840.

## حياته
ولد سيميون بواسون في بيثيفيرس في لواريت (إقليم فرنسي) . أجبرته أسرته على دراسة الطب، لكنه هجر الطب عام 1798 لتفوقه في الرياضيات، وانتسب إلى البوليتيكنيك (بالفرنسية: École Polytechnique)‏ في باريس. ودرس الرياضيات بإشراف عالمي الرياضيات بيير سيمون لابلاس وجوزيف لويس لاغرانج اللذين صارا صديقين له.
قضى معظم حياته مشغولاً في البحث العلمي في الرياضيات وتدريسها. عين أستاذاً مساعداً في المعهد المتعدد التقنيات (بوليتيكنيك) عام 1802 وأستاذاً عام 1806.
عين باحثاً في الفلك عام 1808 في مكتب «خطوط الطول» وعين حين أسست كلية العلوم الفرنسية عام 1809 أستاذاً للرياضيات البحتة فيها. كانت معظم أعمال بواسون في تطبيق الرياضيات على الكهرباء والمغنطيسية والميكانيك وفروع أخرى في الفيزياء.
وعمل كرجل سياسي، إذ سمي عمدة فرنسا عام 1837 ودعي لمنصب رئاسة الإدارة الملكية في العام نفسه. وصار مديراً لتعليم الرياضيات في مدارس فرنسا كلها.

## مساهماته
من مساهماته معادلة تفاضلية جزئية {\displaystyle \nabla ^{2}\phi =-4\pi \rho \;}
ترك بواسون دراسة مميزة في الميكانيك (رسالة في الميكانيك 1811 - 1833)، أثرت في الميكانيك لسنوات عديدة.
حوت إحدى منشوراته التي نشرها عام 1812 الكثير من القوانين المفيدة في مجال الكهرباء الساكنة وفي نظريته في الكهرباء التي تقول إن الكهرباء مكوّن من سائلين يتكون الأول من العناصر المتماثلة التي تتدافع والثاني من العناصر غير المتماثلة التي تتجاذب.
أسهم بواسون بتوسعة عَمَلي لاغرانج ولابلاس في الميكانيك السماوي، وذلك في استقرارية مدارات الكواكب، كما أسهم في حساب تجاذب الثقالة الذي يطبقه على أجسام كروية الشكل أو على شكل مجسم قطع ناقص.
واستعملت صيغته عن قوة الثقالة بدلالة توزع الكتلة ضمن كوكب ما حتى أواخر القرن العشرين، لاستنتاج تفاصيل شكل الأرض اعتماداً على قياسات دقيقة لمسارات الأقمار الصناعية المدارية (سواتل).
أما أعمال بواسون الأخرى فتتضمن نظرية جديدة في «للخاصة الشعرية 1831» و«النظرية الرياضية للحرارة 1835» وفي مجلته «أبحاث حول احتمالية الآراء» التي صدرت عام 1837 قدم بواسون عملاً بارزاً في مجال الاحتمالات، وسماه «قانون توزع بواسون» أو «قانون بواسون في الأعداد الكبيرة»، ومع أنه مشتق من قانون برنولي في الحدانية (ثنائي الحد) صار اليوم القانون الأساسي في تحليل مسائل تتعلق بالنشاط الإشعاعي وبالمرور وللتوزع العام.
وكان أهم أعماله في الرياضيات البحتة سلسلة نشراته في التكاملات المحدودة، وكذلك توسيعاً لمتسلسلات فورييه التي مهدت الطريق لأبحاث دركليه وبرنارد ريمان في الموضوع نفسه.

## روابط خارجية
- سيميون بواسون على موقع الموسوعة البريطانية (الإنجليزية)
- سيميون بواسون على موقع إن إن دي بي (الإنجليزية)